# إبراهيم سعد المعجل
الدكتور إبراهيم سعد المعجل الرئيس التنفيذي لصندوق التنمية الصناعية السعودي منذ أبريل (نيسان) 2018، بالمملكة العربية السعودية.

## التعليم
حاصل على دكتوراه بحوث العمليات عام 2009 وماجستير في الهندسة الكهربائية عام 2004 من جامعة ستانفورد الأمريكية، كما تحصل على شهادة الباكلوريس من جامعة فاندربيلت الأمريكية عام 2002 بتخصص الهندسة الكهربائية الرياضيات.

## سيرة
شغل منصب «مخطط» في شركة أرامكو السعودية بين 2012 و2014، كما كان أمينًا للجنة إستراتيجية الطاقة المحلية بين عامي 2011 و2012، وعمل مستشارًا بين عامي 2009 و2011 في شركة مجموعة "Strategic Decisions". بالإضافة إلى ذلك، خاض الدكتور المعجل تجربةً في مركز الملك عبد الله للدراسات والبحوث البترولية (كابسارك) في تطبيق منهجية بحوث العمليات وتحليل القرارات في دراسة توطين منظومة الطاقة الشمسية.

## العضويات
عضو في العديد من مجالس الإدارة منها:
- مجموعة سامبا المالية.[7]
- نائب رئيس مجلس إدارة في شركة التعدين العربية السعودية.
- نائب رئيس مجلس إدارة بنك التصدير والاستيراد السعودي.
- نائب رئيس مجلس إدارة بنك الصادرات.
- عضو مجلس إدارة البنك الأهلي السعودي.
- عضو مجلس إدارة شركة الرائدة للاستثمار.
- عضو مجلس إدارة شركة أوقاف للاستثمار.
- عضو مجلس إدارة شركة وادي طيبة.